# ويليام هيوز ميلر
ويليام هيوز ميلر (بالإنجليزية: William H. Miller)‏ هو كيميائي أمريكي، ولد في 16 مارس 1941 في كوسيوسكو في الولايات المتحدة.